# Plémy
Plémy (tiếng Breton: Plevig, Gallo: Plémic) là một xã của tỉnh Côtes-d’Armor, thuộc vùng Bretagne, tây bắc Pháp.

## Dân số
Người dân ở Plémy được gọi là Plémytains hoặc Plémytens.